# Disparomitus horvathi
Disparomitus horvathi is een insect uit de familie van de vlinderhaften (Ascalaphidae), die tot de orde netvleugeligen (Neuroptera) behoort. 
Disparomitus horvathi is voor het eerst wetenschappelijk beschreven door Van der Weele in 1909.